# 比安卡·帕格丹加南
比安卡·帕格丹加南（Bianca Pagdanganan，1997年10月28日—），菲律宾女子高尔夫球运动员，2018年亚洲运动会女子团体金牌得主和女子个人铜牌得主、2019年东南亚运动会女子个人和女子团体金牌得主。